# Tramwaje w Mołocznem
Tramwaje w Mołocznem − niefunkcjonujący system komunikacji tramwajowej w krymskiej miejscowości Mołoczne położonej około 8 km na zachód od Eupatorii.

## Historia
Powstanie tramwajów w Mołocznem jest związane z pensjonatem Bieriegowoj oddalonym od wybrzeża Morza Czarnego o ok. 1 km. Ze względu na wygodę licznie przybywających tu turystów postanowiono w 1988 wybudować linię tramwajową. Prace przy budowie rozpoczęto na wiosnę następnego roku. W czasie prac ułożono tor szerokości 1000 mm, wybudowano także budynek zajezdni i podstację. Linię o długości 1,5 km otwarto 18 sierpnia 1989 roku. Zajezdnia tramwajowa znajduje się za przyhotelowym przystankiem Mołocznoje. Linia nie posiada żadnych rozjazdów, jedyny taki element znajdował się w zajezdni, ale został zdemontowany po wycofaniu drugiego składu z ruchu. Obecnie zajezdnia posiadająca tylko jedno stanowisko.

## Linia
Linia tramwajowa jest w całości jednotorowa, nie krzyżuje się także z żadną drogą. Cała trasa prowadzi po linii prostej z wyjątkiem lekkiego łuku w połowie trasy. Na trasie są tylko dwa przystanki początkowe: Mołocznoje przy hotelu i Plaża na plaży. Dla gości pensjonatu Bieriegowoj cena czterech przejazdów dziennie była wliczona w koszt pobytu. Pozostałe osoby płaciły 50 kopiejek. Bilety sprzedawane były przez konduktora. Tramwaje kursowały co około 20 min, od połowy maja lub początku czerwca do końca sierpnia, od 8:30 do 19:05. Od 2014 roku tramwaje nie kursują.

## Tabor
Na potrzeby linii sprowadzono po dwa wagony z Eupatorii i Żytomierza. Obecnie tabor składa się z jednego składu, który tworzą dwa wagony:
- Gotha T59 z 1960 roku
- Gotha T57 z 1958 roku

Oba wagony pochodzą z Eupatorii, gdzie nosiły numery 5 i 20 (numeracja ta jest zachowana do dzisiaj). Ponadto na terenie zajezdni znajdowało się pudło wagonu doczepnego Gotha B59E z Żytomierza, które służyło jako dawca części zamiennych, ale w 2011 roku został wywieziony na złom.